# Dixie Bibb Graves
Dixie Bibb Graves (ur. 26 lipca 1882, zm. 21 stycznia 1965) – żona amerykańskiego polityka Davida Bibba Gravesa, który w latach 1927-1931 oraz 1935-1939 pełnił, jako demokrata, urząd gubernatora stanu Alabama, jako pierwsza osoba zajmująca ten urząd przez dwie czteroletnie kadencje.
Urodzona jako Dixie Bibb na plantacji nieopodal Montgomery w rodzinnej Alabamie była spokrewniona z dwoma pierwszymi gubernatorami stanu, Williamem Wyattem Bibbem i Thomasem Bibbem, a także kuzynką swego przyszłego męża, co nie przeszkodziło, z racji na daleki stopień pokrewieństwa, w ich małżeństwie.
Dixie uczęszczała do szkół publicznych, a następnie była działaczką społeczną. Przewodniczyła m.in. United Daughters of the Confederacy w latach 1915-1917, zasiadała w radach szkolnych oraz była aktywna w ruchu antyalkoholowym i na rzecz równouprawnienia kobiet.
Kiedy w roku 1937 prezydent Franklin Delano Roosevelt mianował senatora Hugo Blacka z Alabamy do Sądu Najwyższego Stanów Zjednoczonych, gubernator Bibb mianował na jego miejsce swoją żonę, jako demokratkę, na jego miejsce w Senacie do czasu dokończenia kadencji. Dixie Bibb Graves była czwartą kobietą zasiadającą w Senacie federalnym i pierwszą z Alabamy (drugą, także mianowaną, była Maryon Pittman Allen). Nie ubiegała się o własną kadencję i zasiadała w izbie wyższej Kongresu od 20 sierpnia 1937 do 10 stycznia 1938. W roku następnym jej mąż odszedł ze stanowiska gubernatora. Przeżyła go i zmarła w Montgomery. Pochowano ją na Greenwood Cemetery.